# Dungeon Siege II
Dungeon Siege II é um jogo eletrônico do gênero RPG eletrônico de ação desenvolvido pela Gas Powered Games e publicado pela Microsoft Game Studios lançado em 16 de agosto de 2005 para Microsoft Windows.
O jogo é uma sequência do primeiro Dungeon Siege, adicionando classes e um combate mais orientado à ação, também contando com modos para um ou multijogador online, o jogo ganhou uma expansão Broken World lançada em 2006.